# Mokbula Manzoor
Pour les articles homonymes, voir Manzoor.
Makbula Manzoor ou Mokbula Manzoor (en bengali : মকবুলা মনজুর), née le 14 septembre 1938 et morte le 3 juillet 2020, est une romancière bangladaise. Ses œuvres littéraires participent à la création de la littérature bangladaise moderne. L'auteur Syedur Rahman la cite avec Akhtaruzzaman Ilias, Selina Hossain et Hasan Hafizur Rahman comme l'un des contributeurs notables à la littérature bangladaise moderne.
Makbula Manzoor est connue pour écrire du point de vue d'une femme dans une société dominée par les hommes ; son roman de 1998, Kaler Mandira en est un exemple, et fait référence à l'exploitation des femmes pendant la guerre de libération du Bangladesh en 1971. Elle est considérée comme une écrivaine bangladaise exceptionnelle, inspirée par les événements qui ont conduit à la création du pays en 1971.
Makbula Manzoor est réputée pour ses romans, ses nouvelles et ses articles. Connue aussi comme conteuse, elle dépeint l'histoire sociopolitique du Bangladesh et la lutte sans fin des hommes et des femmes ordinaires. Elle se consacre à l'écriture pour les enfants et les adolescents, ainsi qu'aux fictions pour adultes. Elle a reçu de nombreux prix nationaux en reconnaissance de sa contribution à la littérature bengalie.
En tant que professeur de littérature bengalie, Makbula Manzoor a enseigné à des générations d'étudiants.

## Biographie

### Jeunesse
Makbula Manzoor (en bengali: মকবুলা মনজুর), naît le 14 septembre 1938 dans la ville de Kalna, district de Bardhaman, où son père était en poste comme officier de police. Bardhaman était située dans l'Inde indivise, elle est maintenant située au Bengale occidental.
La nature des fonctions de son père a obligé la famille à se déplacer dans le nord du Bengale, dans les districts de Bogra, Pabna et Dinajpur. En raison des diverses affectations de son père, Makbula Manzoor a fréquenté de nombreuses écoles.

### Éducation
La première scolarité de Makbula a eu lieu dans le nord du Bengale. Elle est diplômée du lycée pour filles Bindubasini à Tangail. Plus tard, elle a terminé ses études secondaires supérieures au Rajshahi College.
Makbula a obtenu son baccalauréat ès arts de l'Eden Girls College. Elle a obtenu sa maîtrise en littérature Bangla à l'université de Dacca.

### Actions en lien avec la guerre de libération
Makbula Manzoor est attachée à sa culture, avec une conscience politique en éveil. Elle est active avant, pendant et après la guerre de libération. Ses expériences se reflètent dans nombre de ses œuvres, notamment dans son roman Kaler Mondira (Cymbale du temps) où elle documente la torture infligée aux femmes du Bangladesh par les forces pakistanaises.
En février 1952, alors étudiante dans le district de Tangail, Makbula Manzoor organise un groupe de camarades de classe pour se joindre à un rassemblement en solidarité avec les étudiants de Dacca abattus par la police. Ces étudiants protestaient contre la décision des autorités politiques pakistanaises occidentales de rejeter le bangla et de faire de l'ourdou la langue officielle. Makbula Manzoor et ses camarades ont ouvert la porte de l'auberge et ont rejoint le rassemblement. Cet acte de rébellion a abouti à l'émission d'un mandat d'arrêt contre elle et à sa suspension de l'école.
Alors qu'elle était enseignante en 1971, elle n'a pas été autorisée à hisser le drapeau du Bangladesh, ce qui l'a incitée à quitter l'école.

### Carrière littéraire
Makbula Manzoor écrit un de ses premiers poèmes à l'âge de huit ans ; ce poème est publié dans Mukul Mahfil, la section pour enfants du quotidien The Azad. Jusqu'à son adolescence, elle a écrit des poèmes et des nouvelles, mais a ensuite été encouragée à se concentrer sur la fiction par l'éminent artiste Quamrul Hasan.
Alors qu'elle était étudiante au baccalauréat ès arts, Makbula Manzoor a publié son premier roman Akash Kanya (Fille du ciel) qui a été publié en feuilleton littéraire dans l'hebdomadaire Begum. Son premier livre Aar Ek Jiban (Une autre vie) a été achevé avant qu'elle ait terminé sa maîtrise. Elle a adapté nombre de ses histoires dans des fictions télévisées et radiophoniques. Makbula a reçu de nombreux prix nationaux en reconnaissance de sa contribution à la littérature bengali. Sa production littéraire est largement marquée par la guerre d'indépendance de 1971 et ses conséquences.
Sa fiction pour adolescents Danpite Chele (Le Garçon effronté) a été adaptée en un film qui a remporté le prix national du film et le prix du festival international du film de Tachkent en 1980.
Elle meurt le 3 juillet 2020 chez elle à Uttara, dans la banlieue de Dacca.

## Œuvres

### Fictions pour adultes
- Ar Ek Jiban (Une autre vie, 1968)
- Abasanna Gan (chanson fatiguée, 1982)
- Baishakhe Shirna Nadi (La rivière rétrécie à Baishakh, 1983)
- Shayanno Juthika (Le jasmin du soir 1993)
- Jal Rang Chabi (Aquarelle, 1984)
- Atmaja O Amra (Fils et nous-mêmes, 1988)
- Patita Prithibi (La Terre déchue, 1989)
- Prem Ek Sonali Nadi (Amour: une rivière d'or, 1989)
- Shiyare Niyata Surja (Le soleil perpétuel sur la tête couchée, 1989);
- Achena Nakshatra (L'étoile inconnue, 1990)
- Kone Dekha Alo (Lumière pour observer la mariée, 1991)
- Nirbacita Premer Upanyas (Sélection de romans romantiques, 1992);
- Nadite Andhakar (Ténèbres sur la rivière, 1996)
- LilaKamal (Toy Lotus, 1996)
- Kaler Mandira 1ère éd. (Cymbale du temps, roman autobiographique 1997)
- Baul Batash (2001) Publications d'Uttorbongo
- Chaya Pothe Dekha (2002) Publications Oitijjhya
- Ektai Jeebon (2004) Publications de Shobha
- Kaler Mondira 2e éd. (Cymbale du temps, roman autobiographique 2004) Jonaki Prokashoni
- Matri Rheen (2004) Publications Al-Mahdi

### Livres pour enfants
- Danpite Chele (Teenage Fiction) 1980 Bangladesh Children's Academy
- Chotoder Mahmuda Khatun Siddiqua 1983 (Biographie pour les enfants) Fondation islamique
- Shahoshi Chele (fiction pour enfants) 1990 Srijon Prokashoni
- Akash Bhora Gaan (fiction pour enfants) 1996 Bangladesh Children's Academy
- Shopner Golap 2000 (histoires courtes pour enfants sélectionnées) Uttorbongo Prokashoni
- Shonar Jhapi (Teenage Fiction) 2001 Gonoprakashani
- Boner Pakhi Chandana (histoires courtes pour enfants sélectionnées) 2004 Gonoprakashani
- Deshe Deshe (récit de voyage) 2005 Bangladesh Children's Academy
- Kishor Shomogro (Sélection de romans et nouvelles pour adolescents) 2005 Publications Al-Mahdi
- Gramer Naam Phultoli (Teenage Fiction) 2006 Gonoprakashani
- Shurjo Kishor 2006 (Sélection de contes folkloriques et de fées) Shobha Prokash
- Chotoder Mahabharat (abrégé) 2011 Jonaki Prokashoni
- Promoththo Prohor (2008) Chayan Prokashan
- Ei Poth Ei Prem (2011) Publications Shamachar
- Orao Kaaj Kore (2011) Koly Prokashoni

## Récompenses
- Prix Bangladesh Lekhika Sangha (1984)
- Prix Qamar Mushtari (1990)
- Prix littéraire Rajshahi Lekhika Sangha (1993)
- Prix du meilleur livre aux Archives nationales et à la bibliothèque (1997)
- Prix littéraire Nondini (1999) [5]
- Bangla Academy Literary Award (2006)
- Prix littéraire Ananya (2007)
- Prix de l'Académie des enfants du Bangladesh (2010)